# Ngraho (Kedungtuban)
Ngraho is een bestuurslaag in het regentschap Blora van de provincie Midden-Java, Indonesië. Ngraho telt 4642 inwoners (volkstelling 2010).